# Cuevitas
Cuevitas è un census-designated place degli Stati Uniti d'America situato nella contea di Hidalgo dello Stato del Texas.
La popolazione era di 40 persone al censimento del 2010. Fa parte dell'area metropolitana di McAllen–Edinburg–Mission e Reynosa–McAllen.

## Geografia fisica
Cuevitas è situata a 26°15′46″N 98°34′44″W (26.262686, -98.578912).
Secondo lo United States Census Bureau, ha un'area totale di 0,3 miglia quadrate (0,78 km²), di cui 0,04 miglia quadrate (0,10 km², 10.00%) d'acqua.

## Società

### Evoluzione demografica
Secondo il censimento del 2000, c'erano 37 persone, 12 nuclei familiari e 9 famiglie residenti nella città. La densità di popolazione era di 136,3 persone per miglio quadrato (52,9/km²). C'erano 16 unità abitative a una densità media di 58,9 per miglio quadrato (22,9/km²). La composizione etnica della città era formata dal 100,00% di ispanici.
C'erano 12 nuclei familiari di cui il 25,0% aveva figli di età inferiore ai 18 anni, il 58,3% aveva coppie sposate conviventi, il 16,7% aveva un capofamiglia femmina senza marito, e il 16,7% erano non-famiglie. Il 16,7% di tutti i nuclei familiari erano individuali e l'8,3% aveva componenti con un'età di 65 anni o più che vivevano da soli. Il numero di componenti medio di un nucleo familiare era di 3,08 e quello di una famiglia era di 3,50.
La popolazione era composta dal 24,3% di persone sotto i 18 anni, il 13,5% di persone dai 18 ai 24 anni, il 24,3% di persone dai 25 ai 44 anni, il 18,9% di persone dai 45 ai 64 anni, e il 18,9% di persone di 65 anni o più. L'età media era di 38 anni. Per ogni 100 femmine c'erano 68,2 maschi. Per ogni 100 femmine dai 18 anni in giù, c'erano 86,7 maschi.
Il reddito medio di un nucleo familiare era di 8.750 dollari e quello di una famiglia era di 8.750 dollari. Il reddito pro capite era di 1.703 dollari. Il 100,0% delle famiglie e il 100,0% della popolazione vivevano sotto la soglia di povertà.